# Erica Cerra

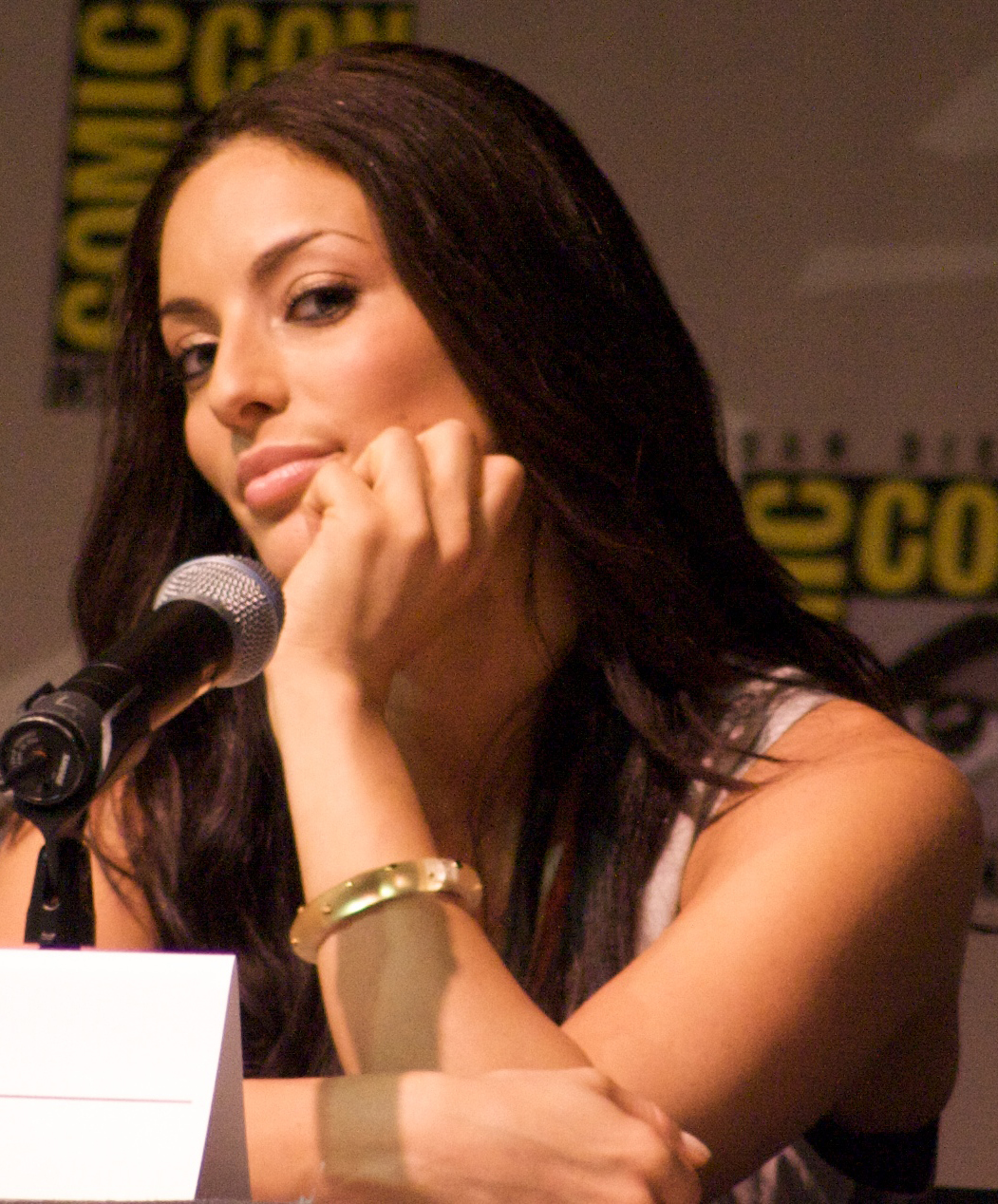
Erica Cerra (2009)

Erica Cerra (ur. 31 października 1979 w Vancouver) – kanadyjska aktorka, która wystąpiła m.in. w serialach Eureka,  The 100 i Nie z tego świata.

## Filmografia

### Filmy
| Rok  | Tytuł                                                | Rola               | Uwagi    |
| ---- | ---------------------------------------------------- | ------------------ | -------- |
| 2004 | Adam and Evil                                        | Yvonne             |          |
| 2004 | Blade: Mroczna trójca                                | Goth Vixen Wannabe |          |
| 2006 | Człowiek z miasta                                    | Sela               |          |
| 2010 | Percy Jackson i bogowie olimpijscy: Złodziej pioruna | Hera               |          |
| 2010 | Intruz                                               | Grace Bishop       | film DVD |
| 2011 | Rise of the Damned                                   | Brit               |          |
| 2015 | Rekin zabójca                                        | Jasmine            |          |
| 2017 | Power Rangers                                        | pani Kwan          |          |
| 2019 | Natręt                                               | Jillian Richards   |          |
| 2021 | Diary of a Wimpy Kid                                 | Susan (głos)       |          |

### Telewizja
| Rok             | Tytuł                | Rola              | Uwagi               |
| --------------- | -------------------- | ----------------- | ------------------- |
| 2006            | The L Word           | Uta Refson        | 2 odc.              |
| 2006            | Battlestar Galactica | Maya              | 4 odc.              |
| 2006–2012       | Eureka               | Jo Lupo           | w gł. obs.; 77 odc. |
| 2014            | Rush                 | Laurel Burke      | 7 odc.              |
| 2015–2020       | The 100              | A.L.I.E. / Becca  | 19 odc.             |
| 2011; 2017–2019 | Nie z tego świata    | Robin; Duma       | 9 odc.              |
| 2019            | Szkoła zabójców      | Miss De Luca      | 3 odc.              |
| 2020–2021       | The Astronauts       | Connie Rivers     | 10 odc.             |
| 2021–2022       | Nancy Drew           | D.A. Jean Rosario | 6 odc.              |

Ponadto ma na koncie liczne role gościnne, m.in. w serialach Lucyfer, 4400 i Sanctuary